# Beaumont-sur-Vesle
 Beaumont-sur-Vesle  es una población y comuna francesa, en la región de Champaña-Ardenas, departamento de Marne, en el distrito de Reims y cantón de Verzy.

## Demografía
| 382 | 443 | 454 | 479 | 686 | 744 |
| Para los censos de 1962 a 1999 la población legal corresponde a la población sin duplicidades (Fuente: INSEE [Consultar]) |     |     |     |     |     |